# Thames Embankment

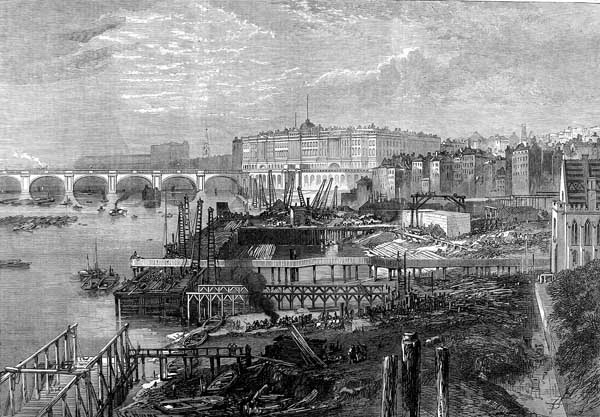
Victoria Embankment tijdens de aanleg in 1865.

De Thames Embankment is een kade langs de noordoever van de Theems in Londen die bedoeld was als landaanwinning van moerasachtige gebieden langs de Theems. Daarnaast werd in de nieuwe kadeconstructie een hoofdriool, een metrolijn en een belangrijke verbindingsweg met brede promenade gebouwd om de dichtgeslibde lokale wegen te ontlasten. Het project werd ontworpen door Joseph Bazalgette die ook de ontwerper was van het rioolstelsel van Londen en veel andere werken. Door de omvang en de grandeur van het project was het een van de belangrijke voorbeelden van civiele techniek in de 19e eeuw.
De Thames Embankment bestaat uit de Victoria Embankment en Chelsea Embankment. Aan de overkant bevindt zich de Albert Embankment die formeel geen deel uitmaakt van de Thames Embankment maar wel door dezelfde ontwerper, Bazalgette, gecreëerd is.
Het project startte in 1862. Alles bij elkaar werd 89.000 m² land gewonnen. Een bijkomend voordeel was dat de rivier sneller ging stromen waardoor het sterk met menselijke en dierlijke uitwerpselen vervuilde slib minder snel bleef liggen en dus minder stank veroorzaakte.
Veel van het graniet gebruikt voor de bouw komt uit Lamorna Cove in Cornwall. De stenen werden ter plaatse in blokken gehouwen en op een schuit geladen voor transport naar de bouwplaats via Het Kanaal en de Theems.
Vanaf Battersea Bridge in het westen omvat de Thames Embankment delen van Cheyne Walk, Chelsea Embankment, Grosvenor Road, Millbank en Victoria Tower Gardens. Voorbij de Houses of Parliament heet het Victoria Embankment op weg naar Blackfriars Bridge; dit gedeelte omvat ook een deel van de metro van Londen gebruikt door de District en Circle Lines, en loopt langs Shell Mex House en het Savoy Hotel. De Embankment bevat ook stukken tuinen en open ruimten, dit geheel staat bekend als de Embankment Gardens, die een groene en rustige oase zijn in hartje Londen. In de Gardens staan verschillende standbeelden waaronder een standbeeld van Bazalgette zelf.
Sommige delen van de Embankment zijn in de 20e eeuw gereconstrueerd na schade als gevolg van de bombardementen in de Tweede Wereldoorlog en natuurrampen zoals de vloed van 1928.